# Péter pécsi püspök
Péter (13–14. század) magyar katolikus főpap.

## Élete
Tolnai főesperes, majd 1295-től pécsi kanonok. A Magyar Archontológiában 1305 és 1314 között a pécsi egyházmegye püspöke.
Egy Miklós nevű pécsi kanonok elfoglalta Pécsváradot más püspöki javakkal együtt, és Pétert perbe hívta. A pert Gentilis bíboros, pápai legátus vezette le. Károly Róbert – megkoronázása után – megparancsolta Péter jogainak helyreállítását. Jelen volt az uralkodó, Károly Róbert budai királlyá választásán és a trónfoglalásán (1309. június 16.).